# 5e Convention nationale acadienne

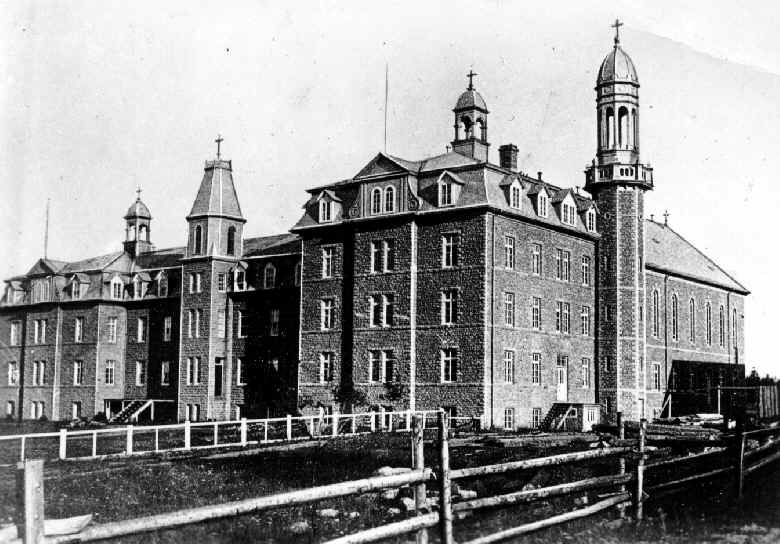
Le Collège Sacré-Cœur, où est organisée la convention.

La Ve convention nationale acadienne a lieu en 1905 à Caraquet, au Nouveau-Brunswick (Canada).
La nomination d'un évêque acadien est toujours à l'ordre du jour. Une aide est demandée au gouvernement canadien pour venir en aide aux cultivateurs acadiens. Adoption de manuels français pour les écoles acadiennes. Il est demandé que le français soit enseigné dans les écoles normales des Provinces maritimes.

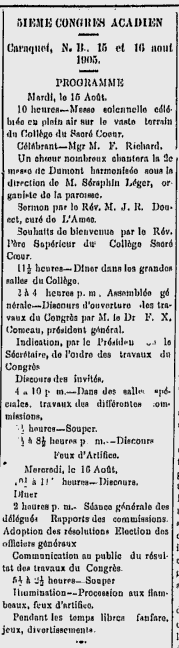
Article de L'Évangéline du 10 août 1905 annonçant la convention.
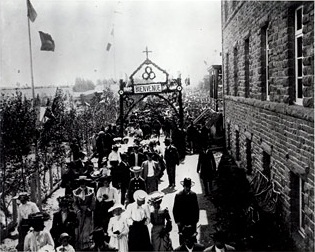
L'entrée de la convention.
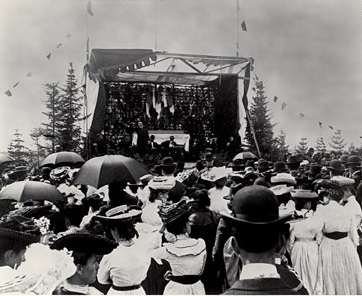
La scène.
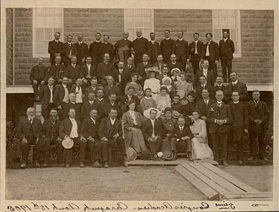
Quelques participants.
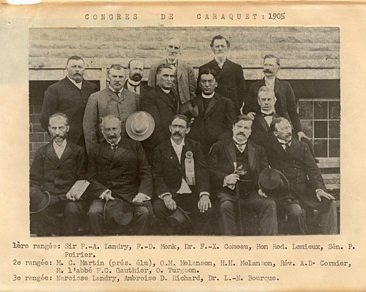
Les conférenciers.
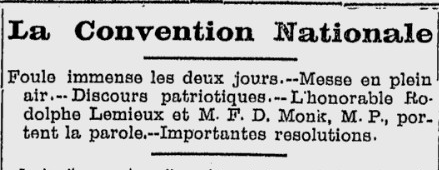
Compte-rendu de la convention dans L'Évangéline du 24 août.